# Le Théâtre - Scène National (Narbona)
Le Théâtre - Scène National de Narbonne és una sala d'espectacles de la ciutat de Narbona, a França, que fou inaugurat el 1994.
Té dues sales, una de 900 espectadors i una altra de 276. Té a més una sala d'assaigs perquè les companyies invitades puguin preparar les seves actuacions. Acull congressos, assemblees, col·loquis i d'altres manifestacions, i és tot un centre cultural de la ciutat.
Aquest equipament va ser la culminació d'una antiga petició de la ciutat, i un objectiu notable per una ciutat de menys de cinquanta mil habitants.